# ニューポート国際大学西日本校
ニューポート国際大学西日本校（にゅーぽーとこくさいだいがくにしにほんこう）は、かつて存在した米国大学日本校の1つ。1990年に財団法人によって、兵庫県に設置されたが、現存していない。
通信制。教育学部、経営学部、行動科学部（人間行動科学科）の3学部が置かれていた。
公式サイトによるとニューポート国際大学とはワイオミング州に認可された大学であり、州から学位授与権を取得していると主張していた。また日本を含めて24カ国にキャンパスがあるとしていた。
コロラド大学大学院博士課程を修了した坂野信義が学長を務めており、臨床福祉心理士資格に関係したセミナーも開いていた。